# She Wolf
She Wolf е осмият студиен и третият англоезичен албум на колумбийската певица Шакира. Издаден е на 9 октомври 2009 г.

## Списък с песни

### Оригинален траклист
1. „She Wolf“ – 3:10
2. „Did It Again“ – 3:13
3. „Long Time“ – 2:56
4. „Why Wait“ – 3:43
5. „Good Stuff“ – 3:18
6. „Men in This Town“ – 3:36
7. „Gypsy“ – 3:18
8. „Spy“ (с Wyclef Jean) – 3:27
9. „Mon Amour“ – 4:06
10. „Lo Hecho Está Hecho“ – 3:13
11. „Años Luz“ – 3:44
12. „Loba“ – 3:09

### Японско издание
1. „She Wolf“ (Calvin Harris Remix) – 4:46

### Стандартно издание за Близкия изток
1. „She Wolf“ (Said Mrad Remix Remix) – 5:42
2. „She Wolf“ (Fahmy & Samba's SphinxMix Club Mix) – 3:59
3. „She Wolf“ (Mindloop Collective Mix) – 3:44

### Американско издание
1. „Loba“ – 3:09
2. „Lo Hecho Está Hecho“ – 3:13
3. „Años Luz“ – 3:44
4. „Give It Up to Me“ (с Лил Уейн) – 3:06
5. „Did It Again“ (с Kid Cudi) – 3:50
6. „Gypsy“ (на живо) – 3:27
7. „She Wolf“ (на живо) – 3:11

### Стандартно издание
1. „Loba“ – 3:09
2. „Lo Hecho Está Hecho“ – 4:24
3. „Años Luz“ – 3:44
4. „Long Time“ – 2:56
5. „Good Stuff“ – 3:18
6. „Men in This Town“ – 3:36
7. „Gypsy“ – 3:18
8. „Spy“ (с Wyclef Jean) – 3:27
9. „Mon Amour“ – 4:06
10. „Did It Again“ – 3:13
11. „Why Wait“ – 3:43
12. „She Wolf“ – 3:10

### Разширено издание
1. „Gitana“ – 3:27
2. „Lo Hecho Está Hecho“ (с Pitbull) – 4:24
3. „Gypsy“ (на живо) – 3:27
4. „She Wolf“ (Deeplick Club Remix) – 7:05
5. „Loba“ (Deep Mariano Radio Mix) – 4:34

### Испанско, Мексиканско и Аржентинско издание
1. „Loba“ – 3:09
2. „Lo Hecho Está Hecho“ – 4:24
3. „Años Luz“ – 3:44
4. „She Wolf“ – 3:10
5. „Did It Again“ – 3:13
6. „Long Time“ – 2:56
7. „Why Wait“ – 3:43
8. „Good Stuff“ – 3:18
9. „Men in This Town“ – 3:36
10. „Gypsy“ – 3:18
11. „Spy“ (с Wyclef Jean) – 3:27
12. „Mon Amour“ – 4:06
13. „Give It Up to Me“ (с Лил Уейн) – 3:06
14. „Did It Again“ (с Kid Cudi) – 3:50
15. „Gypsy“ (на живо) – 3:27
16. „She Wolf“ (на живо) – 3:11
17. „Lo Hecho Está Hecho“ (с Pitbull) – 4:24

### Премиум издание DVD
1. „She Wolf“ (видеоклип) – 3:49
2. „She Wolf“ (създаване на видеото) – 16:33
3. „Gypsy“ (на живо) – 3:27
4. „Why Wait“ (на живо) – 3:24
5. „Интервю“ – 5:11